# Японские погребальные обряды
Японские погребальные обряды (яп. 葬儀 со:ги) включают в себя отпевание, кремацию покойного, захоронение в семейной могиле и периодические поминальные службы.

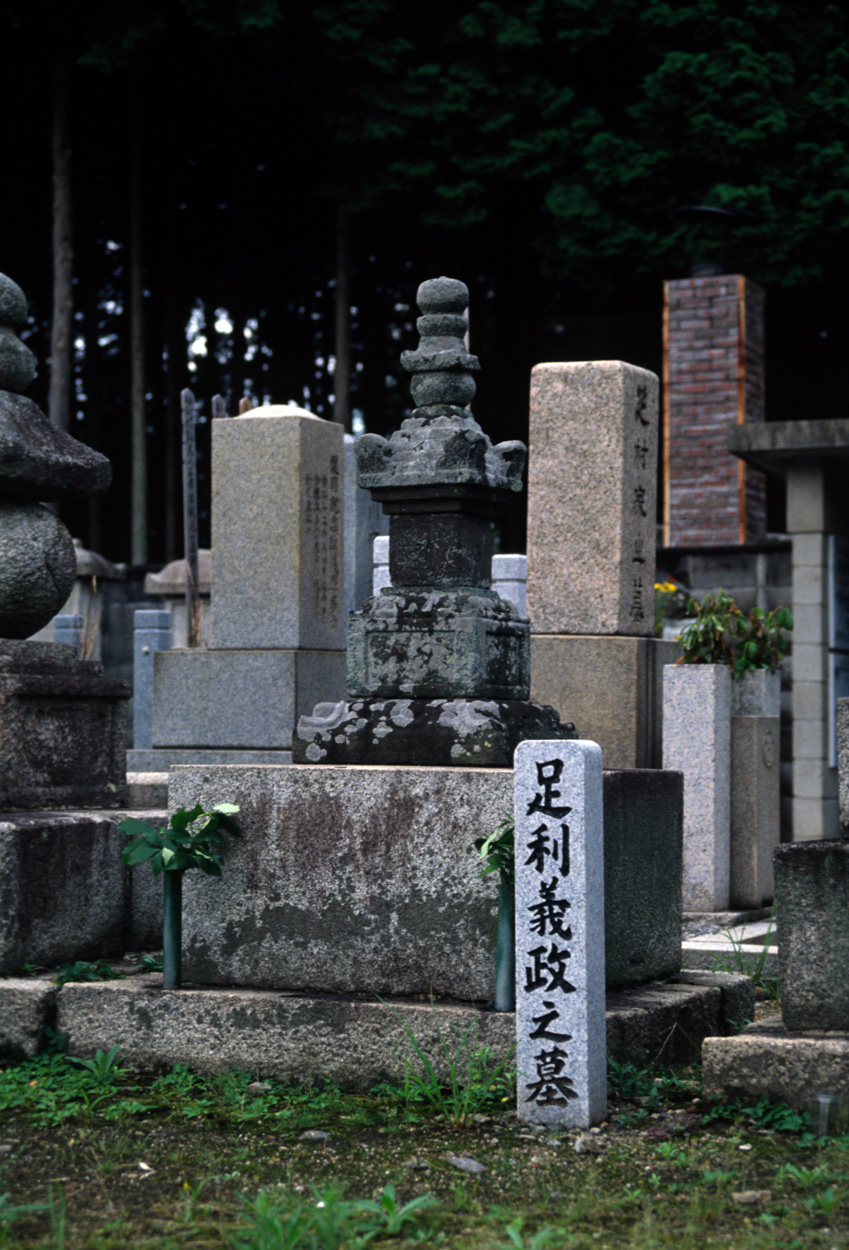
Могила сёгуна Асикаги Ёсимасы в храме Сёкокудзи в Киото

В среднем стоимость японских похорон составляет 2,3 миллиона иен (30 000 долл.), это одна из наиболее высоких сумм в мире. Одной из основных причин такой дороговизны является нехватка мест на кладбищах (особенно это касается Токио). Другая — это завышение цен в японских похоронных залах, а также нерешительность родственников умершего обговаривать условия похорон и сравнивать цены. 
В последние годы всё больше и больше японских семей предпочитают выбирать более скромные и менее дорогостоящие условия похорон.
По данным 2007 года около 99,81 % умерших в Японии были кремированы. Большинство из них после были погребены в семейных могилах.

## Современные похороны

### После смерти

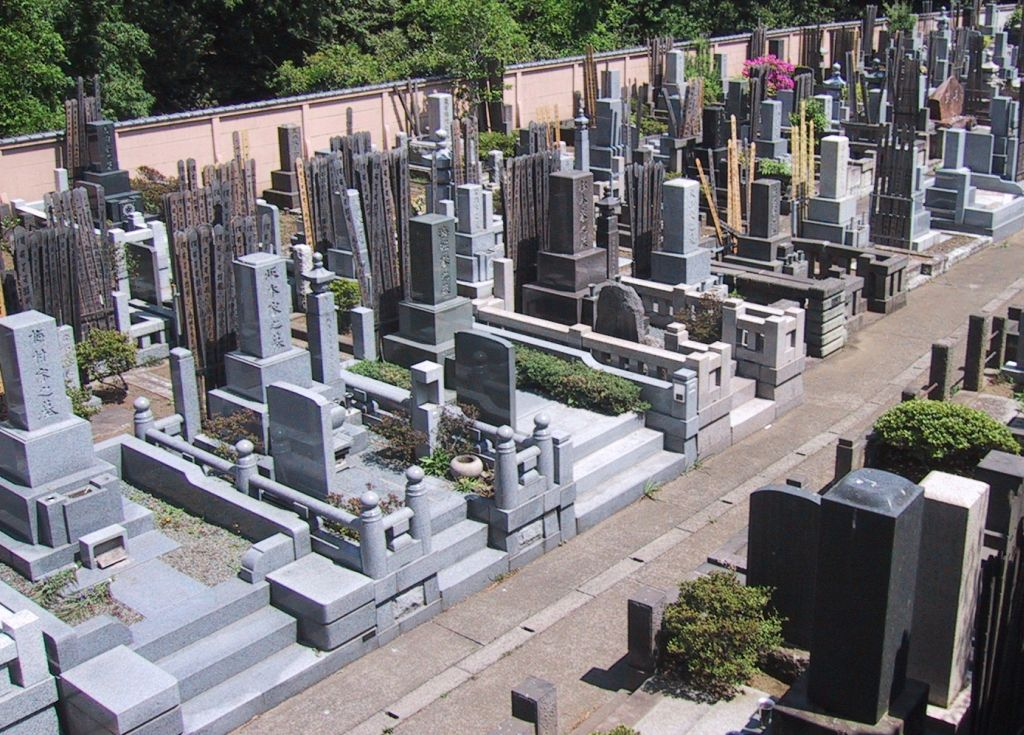
Кладбище в Токио

Так как в Японии имеет место переплетение верований, то похороны обычно проходят по буддистским обрядам. После смерти губы умершего увлажняют водой — это называется Церемонией воды в минуту смерти (яп. 末期の水 мацуго-но мидзу). Семейную гробницу укрывают белой бумагой «камидана-фудзи», чтобы уберечь покойного от нечистых духов. Небольшой столик, декорированный цветами, благовониями и  свечами, ставится рядом с кроватью умершего. На грудь покойного иногда кладут нож, чтобы отогнать злых духов.
Затем извещаются родственники и начальство покойного, муниципалитет выдаёт сертификат о смерти. Ответственность за организацию похорон по обычаю берёт на себя старший сын. Он связывается с храмом, чтобы определить дату церемонии, так как существуют «нежелательные» дни для захоронения. Например, некоторые дни, которые по суеверным представлениям бывают раз в месяц, называются томобики (яп. 友引); в эти дни все дела кончаются неудачей, а похороны влекут за собой ещё чью-либо смерть. Тело омывают, естественные отверстия затыкают хлопком или марлей. Женщин переодевают в кимоно, мужчин также иногда хоронят в кимоно, но чаще — в костюме. Для улучшения внешнего вида покойнику наносят макияж. Затем тело кладут на сухой лед в гроб, туда же помещают белое кимоно, сандалии и шесть монет, для того, чтобы пересечь реку Сандзу; также в гроб кладут вещи, которые покойный любил при жизни (например, сигареты или конфеты). Далее гроб устанавливают на алтарь так, чтобы голова смотрела на север или на запад (так преимущественно поступают буддисты, чтобы подготовить покойного для путешествия в Западный Рай).

### Отпевание

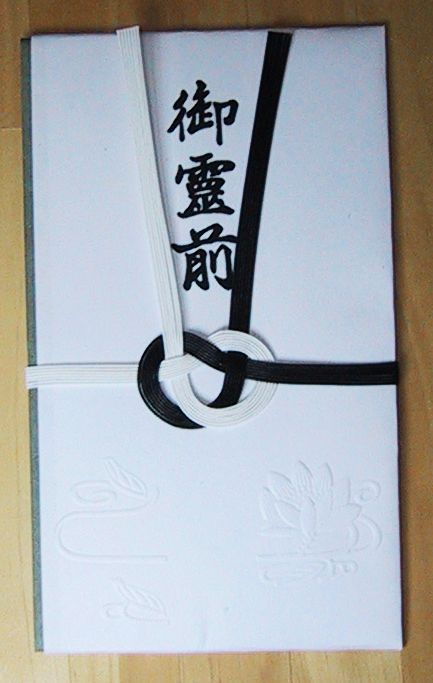
Традиционное оформление конверта для денег

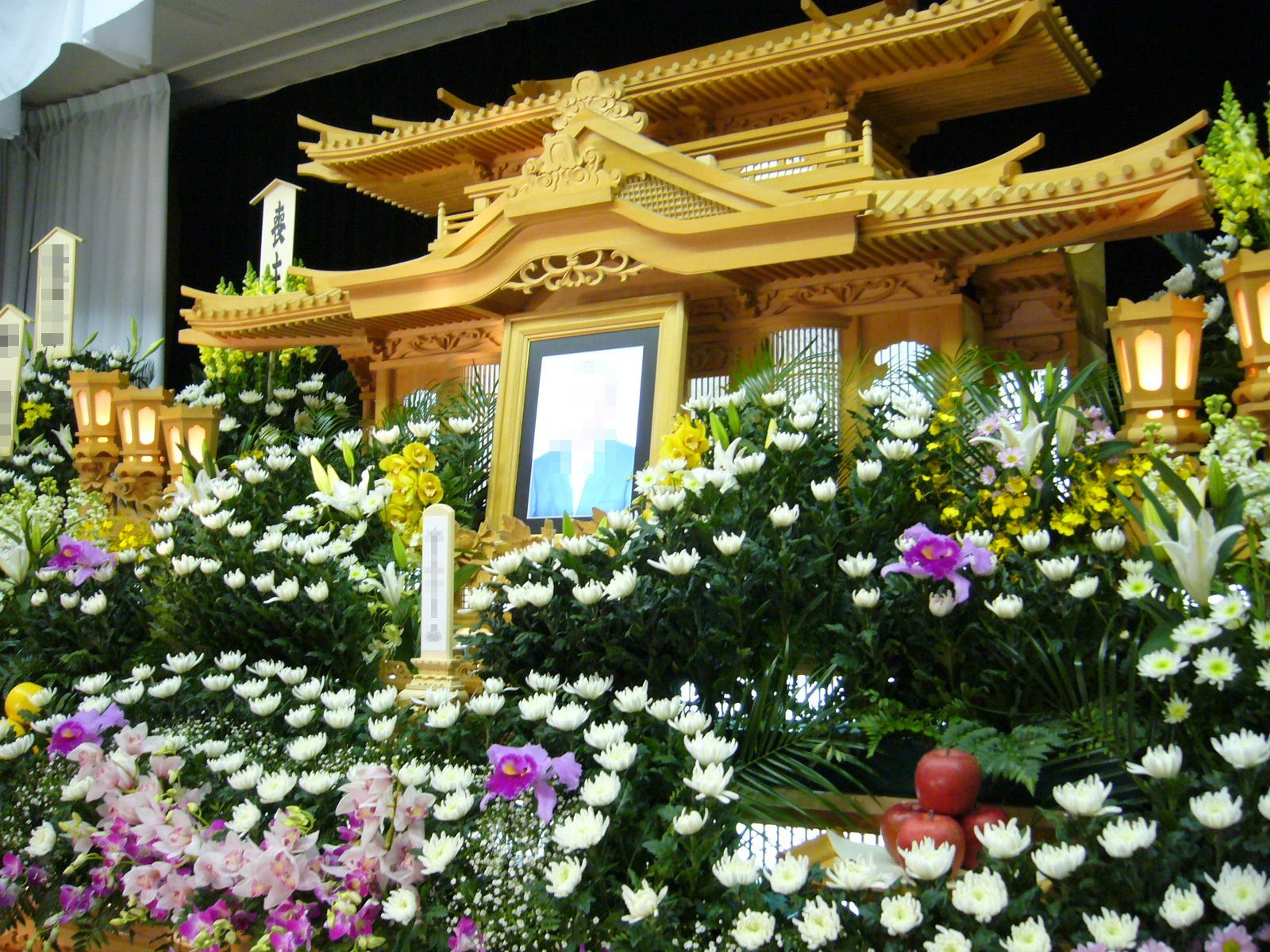
Буддийский алтарь с венками, портретом усопшего и похоронными табличками

Посетители приходят на похороны одетыми в чёрное. Мужчины надевают чёрный костюм с белой рубашкой и чёрным галстуком или чёрное кимоно с хакама и хаори, а женщины — либо чёрное платье, либо чёрное кимоно. Если семья умершего исповедовала буддизм, то гости обычно приносят с собой чётки, которые называются дзюдзу (яп. 数珠). Гости могут принести в знак соболезнования деньги в специальном конверте, декорированном серебряным и чёрным цветами. В зависимости от взаимоотношений с умершим и его благосостояния эта сумма может варьироваться от 3 000 до 30 000 иен. Гости вместе с родственниками садятся рядом с телом, а буддийский священник начинает читать отрывок из сутры[какой?]. Каждый член семьи трижды воскуривает ладан перед покойным. Гости в это время выполняют этот ритуал поодаль. Как только священник заканчивает чтение, отпевание заканчиваются. Каждый приглашённый гость дарит подарок, стоимость которого составляет половину или четверть денег, вложенных в конверт. Близкие родственники могут остаться и отслужить в течение ночи вигилию.

### Похороны
Похороны обычно проходят на следующий день после отпевания. Также воскуривается фимиам и священник читает сутру. Во время церемонии покойному присваивается новое буддийское имя — каймё (яп. 戒名 каймё:). Это позволяет не тревожить душу умершего, когда упоминается его настоящее имя. Длина и престиж имени зависят от продолжительности жизни умершего, но чаще всего от размера пожертвований, сделанных семьей храму. Таким образом, имена ранжируются от бесплатных и дешёвых до редких, которые могут стоить миллион иен или больше. Высокие цены, устанавливаемые храмами, являются в Японии частой темой дискуссий, тем более, что некоторые храмы оказывают на многие семьи давление, чтобы те купили более дорогое имя. Как правило, для посмертного имени выбирают древние кандзи, сложные в прочтении и не использующиеся в обычных именах. В конце церемонии, до того, как гроб поместят в украшенный катафалк и отвезут в крематорий, гости и родственники могут возложить к голове и плечам покойного цветы. В некоторых регионах Японии принято, чтобы самый близкий родственник умершего заколотил гроб гвоздями, используя камень вместо молотка.
В настоящее время человек, посетивший похороны, считается осквернённым. Прежде чем войти в свой дом, он должен посыпать себе плечи мелкой солью, а также бросить немного соли на землю и ступить на неё ногами, чтобы очиститься сверху и снизу и не принести в дом скверну. Пакетик с солью получает каждый участник похоронной церемонии перед уходом домой. При посещении кладбища такой ритуал не проводится, поскольку считается, что осквернения при этом не происходит.

### Кремация
Обычай кремации проник в Японию вместе с буддизмом из Индии, первыми известными кремированными после смерти людьми стали императрица Дзито (686—697) и монах Досо (около 700 г.). Первоначально кремировали в основном буддийских монахов, но в эпоху Эдо (1603—1868), в связи с ростом городов и народонаселения, а также стоимости дров, подобная практика распространилась повсеместно. После революции Мэйдзи, сопровождавшейся возрождением синтоистских культов, правительство сделало несколько безуспешных попыток запретить «иноземный обычай», начиная с 1873 года, когда сжигать покойников запрещено было в пределах столицы, однако Токийское землетрясение 1923 года, Вторая мировая война и последовавшая за ней урбанизация сделали массовую ингумацию фактически невозможной.
В старину кремация умерших осуществлялась на специально выделявшихся участках земли под открытым небом, и лишь над погребальным костром сооружался временный навес. Устройством огненного погребения обычно занимались буддийские монахи, техническая сторона лежала на онбояки — представителях одной из низших каст.
В современном японском крематории тело помещают на лоток, а семья наблюдает за тем, как тело исчезает в камере. Кремация обычно длится около двух часов, и семья возвращается к её окончанию. По данным похоронного бюро Ямагути Сайдзё в Саппоро кремация взрослого человека занимает полтора часа, 45 минут уходит на кремацию ребёнка и 15 минут на мертворождённого. При этом, для сохранения костей покойного в виде фрагментов используются более низкие температуры, от 500 до 600 °C, чем при кремации в Европе.
Затем из родственников выбираются двое, которые с помощью больших палочек перемещают кости из праха в урну (или, по некоторым данным, сначала кости передаются из одних палочек в другие, а затем в урну). Это единственный случай, когда двое касаются палочками одного и того же предмета. Во всех других случаях передача предмета из палочек в палочки будет напоминать окружающим похороны и воспримется как грубейшая бестактность. Сначала в урну укладывают кости ног, а последними кости головы, при этом подъязычная кость считается одной из наиболее важных.
В некоторых случаях прах могут разделить между несколькими урнами, например, чтобы одна осталась семье, а вторая храму, компании или для запуска в космос. Многие компании имеют свои собственные фирменные захоронения на крупнейших кладбищах Японии: Окуно-Ин на горе Коя — месте, где покоится Кукай. Здесь расположены могилы для бывших сотрудников компании и их родственников, которые часто имеют надгробия, связанные с фирмой. Например компания-поставщик кофе Ueshima Coffee Company имеет надгробие в виде чашки кофе, а у одной из авиакомпаний на верхушке надгробного камня располагается ракета. В зависимости от обычаев урна может либо остаться на несколько дней в доме, либо быть сразу отправлена на кладбище.

### Захоронение

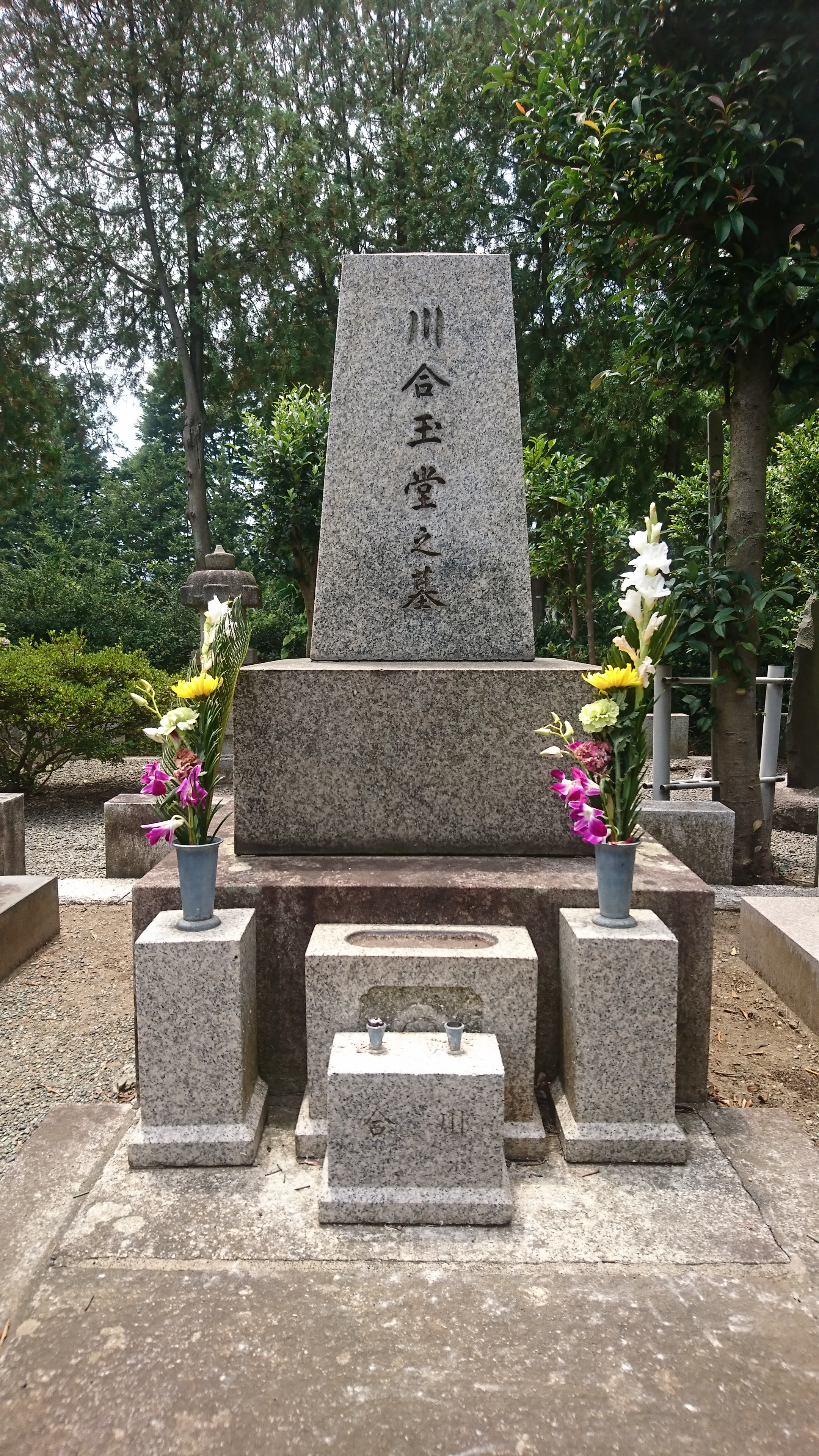
Обычная японская могила

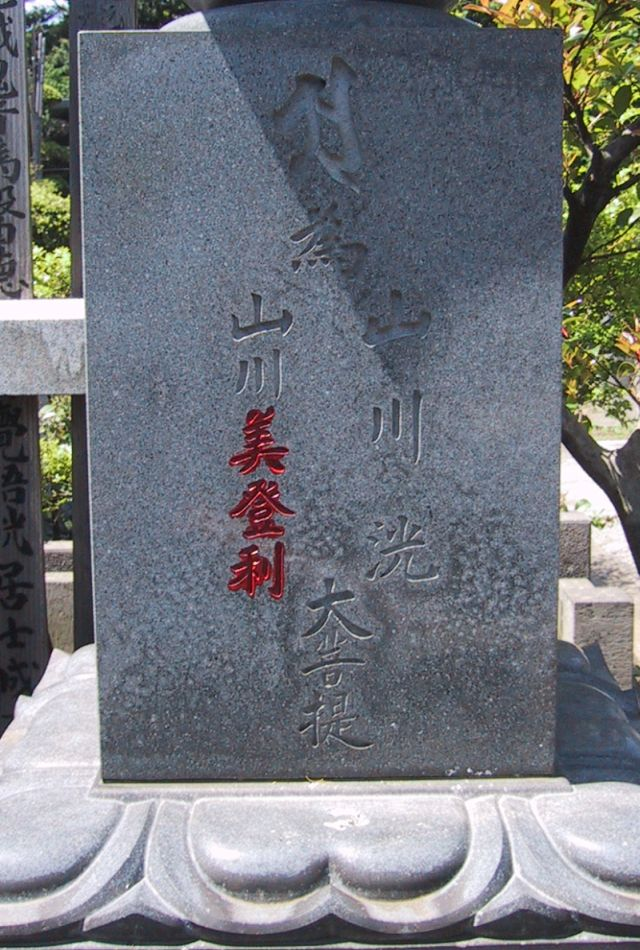
Имя ещё живущего пишется красными чернилами

Наиболее распространённая форма захоронения в Японии — это семейные могилы. Помимо каменного монумента, они включают в себя место для цветов, фимиам, воду перед монументом и крипту для праха. Дата возведения могилы и имя человека, купившего её, может быть выгравировано сбоку на монументе. Имена покойных зачастую, но не всегда, наносят на переднюю часть памятника. Если один из супругов умирает раньше второго, то имя живущего может быть также выгравировано на надгробии, но иероглифами красного цвета, который означает, что он ещё жив. После его смерти и захоронения красные чернила смываются. Так делается из финансовых соображений, потому что выгравировать два имени за один раз дешевле, чем заказывать нанесение второго имени, когда человек умрёт. Однако это менее популярная практика в наши дни[обтекаемое выражение]. Имена покойных могут быть также выгравированы на левой стороне монумента или на отдельном камне перед ним. Зачастую имена пишут на отдельной деревянной доске сотоба (яп. 卒塔婆), которая устанавливается позади или сбоку от монумента. Эти дощечки могут сделать практически сразу после смерти, а также ко дню похоронной службы.
Некоторые могилы имеют специальное отделение, куда друзья или родственники, навещающие покойных, могут положить свои визитные карточки, информирующие того, кто ухаживает за могилой о людях, выражающих своё соболезнование.
Высокие цены на земельные участки для захоронений, достигающие порой двух миллионов иен, привели к тому, что образовались такие службы как «Жилище для гробов» (яп. お墓マンション о-хака мансён), где гроб размером со шкафчик можно приобрести всего за 400 000 иен. Некоторые из таких гробов оборудованы сенсорным экраном с фотографиями покойного, тут же можно оставить своё сообщение, посмотреть на генеалогическое древо или получить другую информацию.
Нередки случаи, когда прах покойных похищают из могил. Так с целью получения выкупа был похищен прах одной из первых женщин-мангак Матико Хасэгавы. Прах известного писателя Юкио Мисимы был похищен в 1971 году, а прах писателя Наои Сиги — в 1980. Пропажа праха жены известного бейсболиста Садахару О (известного также как Ван Чжэньчжи) обнаружилась в 2002 году.

### Культ предков и поминальные службы

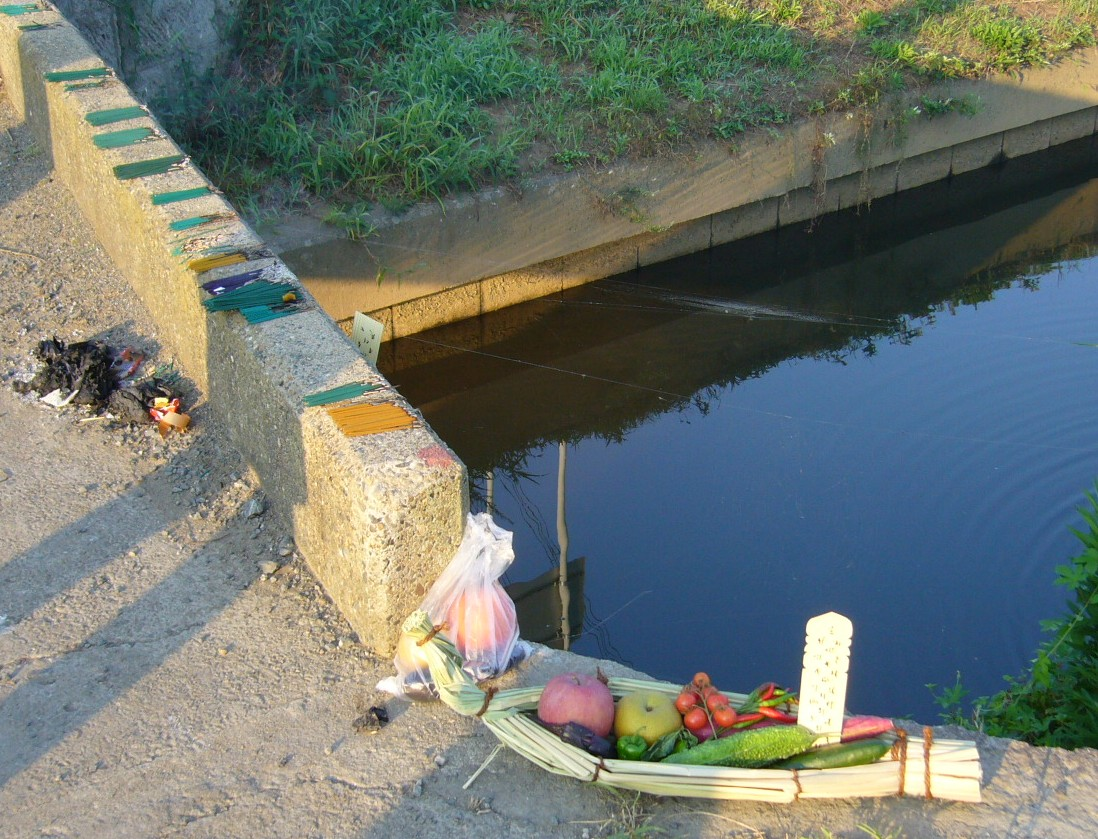
Лодочка с едой, спускаемая на воду в праздник Обон

Считается, что после смерти покойник не покидает свою семью, а продолжает быть её членом, но будучи в новом состоянии на высшей ступени семейно-родовой иерархии.
Поминальные службы зависят от местных обычаев. Обычно за смертью следует целый ряд таких служб — например, в течение первых 7 или 49 дней после смерти; или же на 7-й, 49-й и 100-й день — всё зависит от обычаев. Проводить поминальные службы принято четыре раза в год: на Новый год, праздник Обон, в дни весеннего и осеннего равноденствия (Хиган).
В течение нескольких дней празднования Обона на алтарь предкам ставится специфическое угощение — не только варёный рис и зелёный чай, которые и так полагается ставить каждый день, но ещё и суп мисо — то есть традиционная еда японцев. В магазинах еда в эти дни продаётся уже приготовленная и украшенная для предков. Всё это укладывается в маленькие сосуды. Зачастую вчерашняя еда не выкидывается, а сохраняется, и в последний день празднования, когда души предков отправляются обратно, эту еду погружают в  крошечные лодочки и пускают плыть в море. В них же ставят бумажные фонарики со свечками. В настоящее время во избежание загрязнения моря фонарики потом сгоняют к берегу и сжигают. Существует обычай в первый год празднования Обона посылать семье умершего продукты, которые могут быть поставлены на алтарь в качестве подношения, или деньги на эти продукты. Зачастую присылают именно те продукты, которые человек любил при жизни.
Для еды предкам предоставляются необычные палочки, поломанные пополам и воткнутые в еду вертикально. Раньше так втыкали палочки в рис у изголовья покойника, поэтому втыкать палочки в еду считается плохой приметой. В XXI веке используются укороченные (в соответствии с посудой) красные лакированные палочки. В день прихода и ухода предков перед домом принято жечь сухие стебли и солому, чтобы осветить ими дорогу.
В настоящее время в японском доме культ предков справляется перед буддийским алтарём с табличками, на которых написаны имена покойных. Однако алтарь имеется только в главном доме  (яп. 本家 хонкэ), доме старшего сына, унаследовавшего старшинство от отца. В доме, например, младшего сына — «отделившемся доме» (яп. 分家 бункэ) иметь алтарь не полагается до тех пор, пока в доме не случится чья-нибудь смерть. Однако и в этом случае на алтаре будет стоять табличка с именем преставившегося, а не с именами родителей или бабушки с дедушкой, не говоря уже о более дальних предках.
Так как умерший продолжает считаться членом семьи, с ним общаются, как с живым. Например, школьник, получив аттестат, несёт показать его покойным бабушке и дедушке, представляя его на коленях перед алтарём с кратким рассказом об обстоятельствах получения. Также предкам рассказывают и о важных покупках и зачастую могут оставить новое имущество у алтаря на несколько дней.
Службу могут повторять на 1-й, а иногда на 3-й, 5-й, 7-й и 13-й и ещё несколько раз вплоть до 39-го или 50-го года со дня кончины. Фотографию умершего обычно помещают около семейного алтаря или на нём.
Однако предок не всегда остаётся в семье в виде посмертной таблички и будучи объектом почитания; считается, что после того, как сменится два поколения, память о покойном утрачивается. В таком случае глава дома или сжигает табличку, или бросает её в море, или имя соскабливается с неё, или она передаётся в буддийский храм. Интересно, что в некоторых местах считается, что предок тогда становится ками, то есть синтоистским божеством. Таким образом этой словесной формулой из узкосемейного предка-покровителя покойный переводится на уровень божества — покровителя всей общины, хотя специальные почести ему уже не воздаются.

## Ритуальный бизнес в Японии
Японские похороны одни из самых дорогих в мире. По данным Японской ассоциации потребителей, средняя стоимость похорон колеблется около 2,31 млн иен (25 000 долларов США). В эту сумму включено питание персонала, обслуживающего похороны (401 000 иен), и услуги священника (549 000 иен). В целом доход от такого бизнеса составляет порядка 1,5 трлн иен. Похоронами занимается около 45 000 похоронных бюро в стране. За 2004 год в Японии скончалось 1,1 млн человек (в 2003 — 1,0 млн.). Ожидается, что эта цифра вырастет из-за увеличивающегося среднего возраста (см. демографическая ситуация в Японии). По оценкам деятелей похоронного бизнеса, к 2035 году ожидается 1,7 млн смертей и 2 трлн дохода к 2040 году.
Имеется ряд причин, объясняющий такую высокую стоимость похорон. Прежде всего, в Японии цены высоки на все сферы жизни. Кроме того, родственники умерших с большой неохотой ведут переговоры о ценах и не пытаются их сравнивать, так как считается зазорным экономить на похоронах близкого человека. Похоронные бюро нарочно завышают цены даже для семей, которые с трудом могут себе позволить богатые похороны. Агенты агрессивно давят на родственников, заставляя подписать дорогие контракты. Более того, во многих случаях окончательная стоимость похорон не называется до их завершения. Исследование 2005 года показало что в 96 % случаев свободный выбор услуг не соответствовал требованиям и многие решения были приняты за клиентов. 54,4 % похоронных служб предлагали на выбор прайс-листы и каталоги для выбора между различными вариантами.
Однако в последнее время[когда?] в сфере ритуальных услуг произошли некоторые изменения. Некоторые похоронные бюро стараются предложить более конкурентоспособные и гибкие цены, чем стандартные похоронные службы. Они предлагают организацию похорон от 200 000 иен, несколько стандартно завышенных услуг, а также различные дополнительные варианты на выбор. Многие из новых бюро ритуальных услуг учреждены иностранцами. Более того, отели с уменьшением количества свадеб начали предлагать ритуальные услуги. Таким образом конкуренция возрастает, и чтобы оставаться на плаву, старые похоронные бюро вынуждены снижать цены. Другим нововведением является то, что человек заказывает все услуги до своей смерти и вносит ежемесячную плату (например в размере 10 000 иен) до покрытия всех расходов.

## История

### ПериодыДзёмониЯёй
Одной из форм захоронения до появления курганов был обряд, когда тело в погребальной лодке отправляли по морским волнам. Возможно, что в начале курганного периода и сам саркофаг имел форму лодки. При раскопках одного[какого?] из курганов на Кюсю был обнаружен рисунок, где изображен человек с веслом, стоящий на корме лодки типа гондолы, на носу располагалась стилизация двух мачт с парусами, на лодке также сидит птица. В верхней части лодки справа находится круглый диск, напоминающий Солнце, а слева поменьше — вероятно, лунный. Ниже стояла скульптура жабы. Изображения Луны, Солнца, жабы и птицы вместе встречается и в Китае и Корее и, вероятно, представляют путешествие души в обитель мёртвых.
Судя по текстам[каким?], сама усыпальница нередко называлась фунэ (яп. 船 фунэ, «лодка»), а вход в неё — фунэири (яп. 船入, «вход в лодку»). Вероятно, с понятием лодки связывалось и архаистическое верование в марэбитогами, эбису — «бога-чужака», который приплывает на священное действо из-за моря .

### Период Кофун

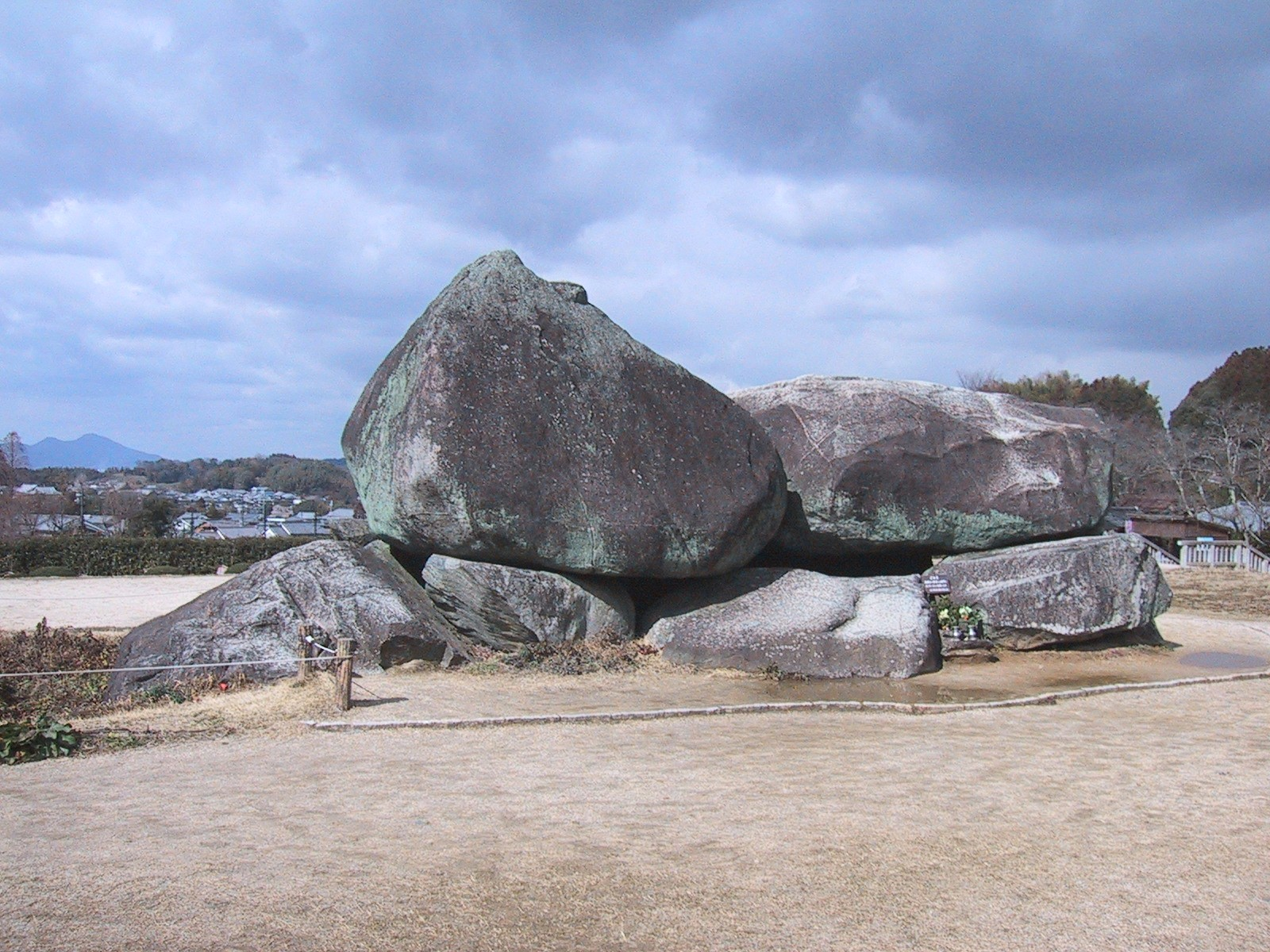
Частично вскрытый кофун Исибутай

В истории Японии известных правителей хоронили в курганах. Старейшее из известных захоронений было создано в 220—230 годах н. э.  в Сакураи в префектуре Нара и именуется Курганом Хокэнояма. В ширину курган составляет 80 м, внутри него находится помещение в ширину 2,7 м, а в длину 7 и в нём установлен гроб 5 на 1 м. Точно не известно, кто захоронен там, но это, определённо, могущественный местный владыка.
Около 300 года н. э. курганы всё чаще и чаще начали использоваться для захоронения правителей. Эти могильные холмы называются кофун (яп. 古墳, «курган», сочетание, используемое для обозначения всех видов курганов), благодаря чему и получил своё имя период в истории Японии с 250 (300) года до 538 года — период Кофун. По всей Японии разбросано огромное количество таких захоронений, которые имеют уникальную форму замочной скважины и достигают в длину 400 метров. Крупнейшим является курган императора Нинтоку в Сакаи (префектура Осака), длиной 486 метров и занимающий площадь около 300 000 квадратных метров. Если курган был возведён не на холме, то его обычно окружали рвом. В шестом веке, помимо круглых начали возводить курганы квадратной формы.
Использование курганов, как полагают, постепенно сходит на нет либо с появлением в Японии буддизма в 552 году, либо с приданием Наре статуса столицы императрицей Гэммэй в 710 году. Вместо них начали строить семейные усыпальницы, в которые можно было войти, чтобы похоронить родственников после их смерти. Традиционно уход за умершим считается грязным делом и выполняется, как правило, буракуминами.
В захоронения этого периода всегда помещали предметы, которые могли бы пригодиться умершему в загробной жизни — посуду (в особенности стиля Суэ) и другие вещи.

### Средневековые обряды школы Сото-сю
Японские похороны, проходящие по буддийским традициям, являются наиболее частыми в Японии. Они, как правило, проходят по тем же традициям, которые исторически сложились в дзэн-буддийской школе Сото-сю, и которые определили правила для похорон в большинстве японских буддийских школ. Дзэн-буддийские обряды попали в Японии непосредственно через китайские похоронные обряды Чань, правила которых были досконально изложены в «Чаньюань цингуй» (кит. 禪苑清規, «Предписания для буддийских монастырей»). Главным отличием раннекитайских обрядов Чань от японских дзэнских похорон было то, что японские монахи не разграничивали монастырские похороны аббатов и похоронные службы для простых людей, первыми из которых стали представители правящей элиты, обеспечивающий финансирование мероприятих, проводимых храмами. Одним из наиболее ранних примеров являются похороны Ходзё Токимунэ, прошедшие по монастырским обрядам. Историк Дзэн Мартин Колкат утверждает, что одним из средств, благодаря которому дзэнские монахи распространили своё влияние во всем обществе, было оказание ритуальных услуг для различных покровителей.
Такие перемены в похоронных обрядах Сото-сю были негативно восприняты основателем школы Догэном. Однако около года спустя мастер дзэн Кэндзай призвал монахов отправиться по деревням и проводить похоронные службы для простых людей. Несмотря на то, что Догэн был первым, кто реализовал многие аспекты китайской школы Чань в Японии, он не упоминал похоронных проповедей. В этот период японской истории различные школы Дзэн вели между собой соперничество за последователей и «как никогда осознавали необходимость предоставить обычным людям возможность доступа к различным ритуальным услугам и поклонению предкам». Благодаря такому шагу Кэндзая, школа Сото постепенно распространилась по всей Японии.
Отпевание, которое приобрело в средневековой Японии широкую популярность, являлось видом чаньской службы для обычных монахов. Наиболее важными этапами это типа дзэнских похорон были: посмертное рукоположение, проповедь, обход вокруг гроба и сжигание на погребальном костре. Для обычных людей рукоположение было самым важным этапом, потому что без посвящения в монахи невозможно провести остальные обряды, так как раньше похоронные обряды проводились исключительно для монахов. Однако после посмертного рукоположения были возможны и похороны крестьян. Эта практика была одним из первых элементов школы Сото-сю, закрепившихся к раннему периоду Токугава. С популяризацией Сото в средневековой Японии практика проведения похорон стала важной точкой соприкосновения между мирянами и духовенством и продолжает играть важную роль и по сей день.

## В кинематографе
- «Похороны»[англ.], х/ф Дзюдзо Итами, рассказывающий о том, как одна японская семья проводит все похоронные ритуалы по случаю смерти одного из родственников.
- «Ушедшие» Ёдзиро Такиты — х/ф, рассказывающий историю виолончелиста, устроившегося работать в похоронное бюро.